# Joseph von Sonnenfels

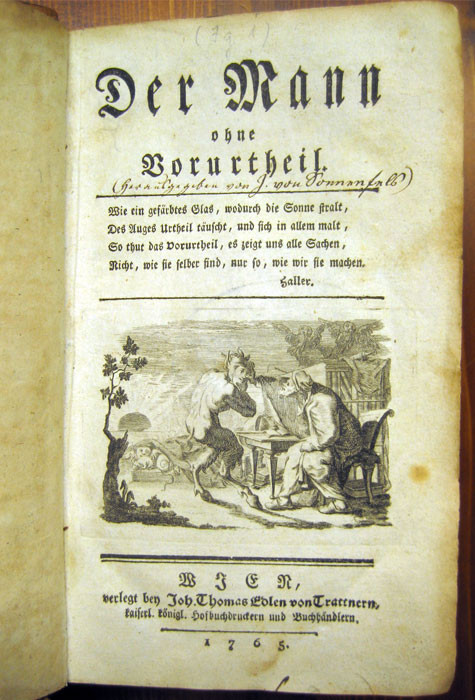
Sonnenfels: "Der Mann ohne Vorurtheil" ("Człowiek bez Przesądu") – A.D. 1765

Joseph von Sonnenfels (ur. 1733, zm. 25 kwietnia 1817 w Wiedniu) – austriacki pisarz i prawnik, profesor Uniwersytetu Wiedeńskiego.

## Życiorys
Jego ojcem był Lipman Perlin (1705–1768) rabin z Brandenburgii i tłumacz języków orientalnych zatrudniony w Nikolsburgu (dziś Mikulov). W 1734 roku Lipman konwertował się w Wiedniu na katolicyzm. Przybrał wówczas imię Alois Wienner, a tytuł barona (Freiherr) von Sonnenfels uzyskał w 1746. Bratem Josepha był Franz Anton von Sonnenfels.
Joseph, ochrzczony za młodu razem z ojcem i dwoma braćmi, studiował najpierw w gimnazjum, a potem na wiedeńskim uniwersytecie. Przy ojcu nauczył się hebrajskiego i chaldejskiego. W latach 1749–1754 służył jako piechur w regimencie "Deutschmeister" dochodząc do rangi kaprala. Następnie studiował prawo i został radcą prawnym w Wiedniu. Od 1761 do 1763, był sekretarzem "Arcierengarde". W 1763 roku został profesorem nauk politycznych ("Professor für Polizey- und Kameralwissenschaft") na wiedeńskim uniwersytecie. Dwukrotnie był rektorem uczelni. W 1779, otrzymał tytuł "radcy zwyczajnego dworu" ("Wirklicher Hofrath"), a w 1810 został prezesem Akademii Nauk, które to stanowisko piastował do śmierci.
W latach 1765–1767 i 1769-1775 Sonnenfels był wydawcą pisma: "Der Mann ohne Vorurtheil" ("Człowiek bez Przesądu"). Pisał też o teatrze: "Briefe über die Wienerische Schaubühne", gdzie skrytykował dominację postaci arlekina w teatrach Wiednia.
Sonnenfels przyczynił się walnie do zniesienia tortur w Austrii (1776).
Uniemożliwił Lessingowi zatrudnienie w Wiedniu z zazdrości, co wyszło na jaw i przysporzyło mu wrogów.
Ludwig van Beethoven dedykował Sonnenfelsowi sonatę fortepianową No. 15, Op. 28, wydaną drukiem w 1801.
Sonnenfels był wolnomularzem w loży Balduin w Lipsku, a potem loży Zur wahren Eintracht w Wiedniu. Od 1784 był wielkim mistrzem loży Zur wohltätigen Eintracht.

### Dzieła
- "Specimen Juris Germanici de Remediis Juris, Juri Romano Incognitis," Vienna, 1757;
- "Ankündigung einer Teutschen Gesellschaft in Wien," wyd. 1761;
- "Betrachtungen über die Neuen Politischen Handlungsgrundsätze der Engländer," wyd. 1764;
- "Grundsätze der Polizei, Handlung und Finanzwissenschaft," wyd. 1765-67 (8-e wyd. 1819);
- "Briefe über die Wienerische Schaubühne," wyd. 1768 (reedited by Sauer, ib. 1884);
- "Von der Verwandlung der Domänen in Bauerngüter," wyd. 1773;
- "Ueber die Abschaffung der Tortur," Zurich, 1775 (i Nuremberg, 1782);
- "Abhandlung über die Aufhebung der Wuchergesetze," Vienna, 1791;
- "Handbuch der Innern Staatsverwaltung," wyd. 1798
- "Ueber die Stimmenmehrheit bei Criminalurtheilen," Vienna, 1801 (i 1808)

- Gesammelte Schriften. 10 tomów. Wien: Baumeister 1783-1787.
- Briefe über die Wienerische Schaubühne. (powstałe w latach 1767-1769.) wydane przez Hilde Haider-Pregler. Graz: Akademische Druck- und Verlagsanstalt 1988. (wg wydania wiedeńskiego: Konesen 1884.)
- Ueber den Geschäftsstil. Die ersten Grundlinien für angehende oesterreichische Kanzleybeamten (Wien, 1784). (W roku 1787 drugie mocno przerobione wydanie).
- Versuch über die Grundsätze des Stils in privat- und öffentlichen Geschäften 2 tomy. (Wien: Gerold 1781)